# Béthines
Béthines – miejscowość i gmina we Francji, w regionie Nowa Akwitania, w departamencie Vienne.
Według danych na rok 1990 gminę zamieszkiwało 541 osób, a gęstość zaludnienia wynosiła 15 osób/km² (wśród 1467 gmin regionu Poitou-Charentes Béthines plasuje się na 526. miejscu pod względem liczby ludności, natomiast pod względem powierzchni na miejscu 100.).